# 1153型奧廖爾級航空母艦
1153工程「奧廖爾」級航空母艦（俄語：Проект 1153 «Орёл»，意思為「鷹」）是蘇聯於1970年代計畫建造的一級航空母艦，基於先前被取消的「1160工程」方案進行縮水設計，原計畫令蘇聯海軍成為一支實質的「藍水海軍」，為核動力航空母艦，排水量達72,000噸，形式接近美國海軍的企業號航空母艦。由於成本上的考量，蘇聯軍方最終選擇建造有大量飛彈為戰力的中型航艦，即後來的基輔級航空母艦，奧廖爾計畫則被推延，最終取消。

## 背景
1153级航空母舰的正式計畫起源自1970年代初期，當時的國防人民委員安德烈·格列奇科元帥提出建造與美軍相近的大型核動力航空母艦。這項計畫目的是為了強化蘇聯海軍航空兵的實力，提供遠洋作戰的實力。事實上，當時蘇聯海軍僅有兩艘莫斯科級直昇機航空母艦，它們僅能搭載反潛用直昇機，而不能使用作戰能力較為強大的固定翼飛機，這使得蘇聯艦隊在作戰過程中幾乎沒有空中掩護，遠洋作戰能力有限，奧廖爾即是為了解決此問題而生。

## 設計與發展
奧廖爾的設計背景可推溯到1960年代末，當時計畫要建造三艘超級航空母艦，排水量達75,000至80,000噸，並有著搭載至少70架常規起飛的飛機戰力，並有著與美國海軍相近的四座飛機彈射器和三架昇降機。此計畫被稱作「1160工程」，由阿卡迪·B·莫林（Akadi B. Morin）所領導的TsKB-17/涅夫斯可耶設計局負責，目的為縮短美蘇兩國海上實力差距。最初設想的的艦載機配置為米格-23K战斗机、P-42反潛機、Su-24攻擊機和卡-25直昇機。然而在1972年後，因為新服役的幾種飛機，艦載機配置重新改為：12架苏-27战斗机、12架蘇-28K攻擊機、4架蘇-28KRT偵察機、6架P-42反潛機、4架P-42空中預警機型和8架卡-25直昇機。
從技術角度來看，1160型航空母舰的配置與美國海軍的超級核動力航空母艦很類似，即便它還是擁有少量自衛用的反艦導彈發射座。然而這型航空母艦顯然這是一個野心勃勃的計畫，但蘇聯軍方要面對兩項主要問題：成本與技術，尤以後者，蘇聯在建造這種軍艦的經驗極少，但此計畫還是在格列奇科的支持下逐漸推動著。然而，1973年，在海軍總司令、空軍總司令和造船與航空部長皆同意後，蘇聯當局進行干預，德米特里·烏斯季諾夫命令海軍先建造第三艘進行過設計升級的基輔級航艦（後來的新羅西斯克號航空母艦），接著1160工程被改為「1153工程」兼軍艦設計以及佈局進行縮減後繼續進行下去。
然而，奧廖爾計畫的主要推動者格列奇科於1976年因病而逝，新上任的國防人民委員——烏斯季諾夫將此計畫拖延，並表示會在1978至1985年間建造兩艘新式核動力航艦，經由海軍總司令謝爾蓋·格奧爾基耶維奇·戈爾什科夫的修改，新式航艦排水量變成約60,000噸，並載有50架飛機和兩個彈射器，這樣的航艦被認為效率低落，但受限於預計的造船廠——烏克蘭南部的尼古拉耶夫造船廠船塢的限制，蘇聯海軍只能建造小型航艦，然而1978年時，奧廖爾計畫卻突然暫停了。

## 計畫終結
後來蘇聯海軍又發展了基辅级航空母舰，並將其船體用來測試作為奧廖爾時的效果，但艦體太短，傳統起降的飛機根本無法以其起飛，另外也試過加裝彈射器，但結果是失敗的，因此，蘇聯航艦只能使用垂直起降的飛機作為艦載機，如此一來，作為大型彈射器航艦的奧廖爾存在便不必要，1978年，奧廖爾計畫徹底終結，但其既有的設計於1980年代中期，在計畫建造新式的「烏里揚諾夫斯克號」航空母艦時被拿出來參考過。
此外，有中文文章声称1941工程「泰坦」也就是後來的SSV-33指揮艦，即乌拉尔号核动力侦察船与1153计划有关，但俄文資料表明无论是1160计划还是1153计划都与该船没有任何关系。事实上，没有任何资料表明有一艘1153型开建过。

## 資料來源
1. ↑  （英文）Outside View: Russia's carrier weakness （页面存档备份，存于）
2. 1 2 3 4 5 6  （中文）Polmar, Norman, , 上海科學技術文獻出版社, 2006, ISBN 978-7-5439-3951-6，第340頁。
3. ↑  （英文）Beriev P-42 AEW （页面存档备份，存于）
4. ↑  舰载武器2012年02期 《小议中国航母动力》
5. ↑  （俄文） （页面存档备份，存于）與.   [2011-10-02]. （原始内容存档于2014-04-29）.

## 外部連結
- （俄文）«Неавианосцы-2»: Авианосцы России. Часть вторая（页面存档备份，存于）
- （俄文）Тяжёлые атомные авианесущиекрейсера пр. 1153